# Shinee World III (álbum)
The 3rd Concert Album "Shinee World III" (promovido como SHINee THE 3rd CONCERT ALBUM 'SHINee WORLD Ⅲ in SEOUL') é o terceiro álbum ao vivo do boy group sul-coreano Shinee. Foi gravado a partir de sua terceira turnê, Shinee World III, que ocorreu na Olympic Gymnastics Arena em 8 e 9 de março de 2014. Foi lançado em 11 de dezembro de 2014, produzido pela gravadora SM Entertainment e distribuído pela KT Music.

## Historia
Em 5 de dezembro de 2014, foi anunciado que o grupo iria lançar seu terceiro álbum ao vivo intitulado The 3rd Concert Album "Shinee World III" in Seoul, gravado a partir da turnê Shinee World III, realizada na Olympic Gymnastics Arena em 8 e 9 de março do mesmo ano, contendo dois CDs com um total de 33 faixas.
Em 11 de dezembro, o álbum foi lançado, contendo algumas das canções de sucesso do grupo como "Lucifer", "Ring Ding Dong", "Dream Girl", "Everybody" e alguns lançamentos em japonês como "Dazzling Girl", "Start" e "Kiss Yo". O álbum foi dividido em dois CD com uma faixa bônus que a versão em coreano do single em japonês "3 2 1".

## Lista de faixas

### CD 1
| N.º | Título | Duração |  |

### CD 2
| N.º | Título | Duração |  |

## Desempenho nas paradas
| País          | Gráfico                  | Melhores posições |
| ------------- | ------------------------ | ----------------- |
| Coreia do Sul | Gaon Weekly album chart  | 3                 |
| Coreia do Sul | Gaon Monthly album chart | —                 |
| Coreia do Sul | Gaon Yearly album chart  | —                 |